# Briñas
Briñas is een gemeente in de Spaanse provincie en regio La Rioja met een oppervlakte van 2,44 km². Briñas telt 203 inwoners (1 januari 2016).

## Demografische ontwikkeling
Bron: INE, 1857-2011: volkstellingen